# Villa Mathon
La villa Mathon est un édifice situé dans la commune de Brest, dans le Finistère en région Bretagne.

## Historique
L'architecte Jean-Baptiste Mathon, l'auteur du plan de reconstruction de Brest, a construit la maison en période de 1949 à 1950 pour Armand Marc, entrepreneur brestois de travaux publics et ami de l'architecte.
Rappelant l'architecture de Frank Lloyd Wright, la maison se distingue par son caractère de création autonome et globale où tout s'intègre : environnement, architecture et espaces intérieurs. À chaque fonction des pièces correspond un traitement adapté de la façade et une utilisation particulière du jardin.
La maison, qui a conservé un exceptionnel ensemble de mobilier, a été menacée en 1989 par un projet d'élargissement de la rue. De longues négociations ont permis de faire aboutir sa protection en 1995.
Suivant l'effet que la villa n’était plus habitée, en janvier 2021 elle a été rachetée.

## Protection
La villa est protégée par arrête du 23 novembre 1995 (cad. BP //9), parcelle compris : le jardin et le mur de clôture, et maison dite villa Mathon.